# Darren Hayes
Darren Stanley Hayes (* 8. května 1972 Brisbane) je australský zpěvák a komik. Proslavil se jako člen popového dua Savage Garden, které existovalo v letech 1993–2002, a s nímž prodal 23 milionů desek po celém světě. Jeho největšími hity z této éry byly I Want You, To the Moon and Back a Truly Madly Deeply. Po rozpadu Savage Garden zahájil sólovou pěveckou kariéru, vydal pět sólových alb (Spin, The Tension and the Spark, This Delicate Thing We've Made, We Are Smug a Secret Codes and Battleships). Poslední vyšlo roku 2011. V roce 2013 se přestěhoval do Los Angeles, kde zahájil novou kariéru – komika a herce. V roce 2015 oznámil ve své show (The He Said He Said Show), že definitivně ukončil hudební kariéru. Je otevřeným homosexuálem.